# Sakina boulardi
Sakina boulardi är en insektsart som beskrevs av Synave 1979. Sakina boulardi ingår i släktet Sakina och familjen Tropiduchidae. Inga underarter finns listade i Catalogue of Life.